# ユミル (衛星)
ユミルまたはイミール (Saturn XIX Ymir) は、土星の第19衛星である。逆行軌道で土星を公転する不規則衛星で、北欧群に属する。
2000年8月7日にブレット・J・グラドマンが率いる観測チームによって発見された。観測が行われたのはチリにあるヨーロッパ南天天文台のラ・シヤ天文台である。発見は同年10月25日に国際天文学連合のサーキュラーで公表され、S/2000 S 1 という仮符号が与えられた。
2003年8月8日に、北欧神話の天地創造に登場する、霜の巨人たちの祖先である原始巨人ユミルに因んで命名され、Saturn XIX という確定番号が与えられた。
ユミルのアルベドを 0.06 と仮定すると直径は 18 km と推定され、軌道周期が3年を超える土星の衛星の中では最も大きい。土星からの平均距離は約 23,128,000 km で、大きな軌道離心率の軌道で1315日ほどかけて土星を一周している。2013年3月に土星探査機カッシーニによって自転周期が測定され、11時間55分20秒であることが判明している。またスカジと共に、イアペトゥスやヒペリオンの表面に降り積もった暗い物質の供給源である可能性が指摘されている。